# Karolin Ohlsson

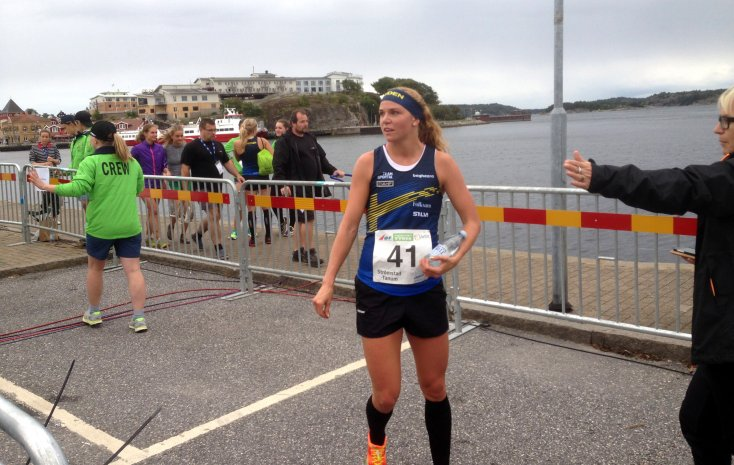
Karolin Ohlsson, VM i orientering 2016 i Bohuslän

Karolin Sofia Ohlsson, född den 29 augusti 1991, är en svensk orienterare. Hon tävlar för klubben Järla Orientering. Hon har två guld och ett silver från stafetter i världsmästerskapen samt tre silver från stafetter i europamästerskapen. Vid 2024 års sprint-VM i Edinburgh vann hon ett individuellt silver i knockoutsprint.
2022 deltog hon i World Games i Birmingham (USA) där hon placerade sig på fjärde plats i den individuella sprinten och vann silvermedalj i medeldistansen. 
Ohlsson erövrade som senior under perioden 2012-2024 ett stort antal SM-medaljer - 4 guld, 6 silver, 4 brons.
Hon har tränats av såväl den svenske landslagstränaren från Frankrike Thierry Gueorgiou, som av Jonas Leandersson, tidigare elitorienterare och landslagstränare.
Ohlsson är silversmed till yrket. Hennes farfar är silversmeden Olle Ohlsson.

## Källa
1. ↑  ”Athlete profile: Karolin Ohlsson”. WorldofO.com. 29 juni 2017. http://runners.worldofo.com/karolinohlsson.html. Läst 30 juni 2024.
2. ↑  ”Official results for World Orienteering Championships 2024 - Knock out sprint”. eventor.orienteering.org. 16 juli 2024. https://eventor.orienteering.org/Events/ResultList?eventId=6712&eventClassId=15745&eventRaceId=6781&overallResults=False. Läst 16 juli 2024.
3. ↑  ”Karolin Ohlsson”. 30 juni 2024. https://www.orientering.se/utova-och-folj/landslag/orienterings-l%C3%B6pning/landslaget-2024/karolin-ohlsson/. Läst 30 juni 2024.
4. ↑  ”KAROLIN OHLSSON LADDAR FÖR SPRINT – MED 18 MIL SKIDOR”. Svenska Orienteringsförbundet. 29 februari 2024. https://www.orientering.se/utova-och-folj/nyheter/karolin-ohlsson-laddar-for-sprint-med-18-mil-skidor/. Läst 19 juli 2024.
5. ↑  ”Karolin Ohlsson – toppidrottare och silversmed”. Sveriges Radio. 25 april 2018. https://sverigesradio.se/artikel/6938023. Läst 30 juni 2024.